# Gouvernement nationaliste
Pour les articles homonymes, voir Camp nationaliste et Gouvernement national réorganisé de la république de Chine.
1927–1950
Entités précédentes :
- Gouvernement de Beiyang
- Seigneurs de guerre chinois

Entités suivantes :
- République populaire de Chine
- République de Chine (Taïwan)
- République populaire du Tannou-Touva (1921)
- Mongolie

Le gouvernement nationaliste, officiellement le gouvernement national de la république de Chine (en chinois 中華民國國民政府, en pinyin Zhōnghuá Mínguó Guómín Zhèngfǔ), est le gouvernement qui dirigea la république de Chine entre 1927 et 1948/1950, lorsqu'il était mené par le Kuomintang (KMT). Le nom du gouvernement dérive de la traduction littérale du nom du parti le dirigeant, « 中國國民黨 » (« Zhōngguó Guómíndǎng ») signifiant « Parti nationaliste chinois ». Ce gouvernement resta en place jusqu'à ce qu'il soit remplacé par le gouvernement de la république de Chine sous la nouvelle constitution de la république de Chine.
Après la Révolution Xinhai du 10 octobre 1911, le chef révolutionnaire du Kuomintang, dans ce temps appelé Tongmenghui, Sun Yat-sen, a été élu président provisoire de la république de Chine. Cependant, Sun Yat-sen dut laisser le pouvoir à Yuan Shikai, qui était l'homme fort et le chef de l'armée du gouvernement de Beiyang. Après une tentative ratée de s'installer comme empereur de Chine, Yuan meurt en 1916, laissant un vide du pouvoir qui entraina la Chine à la division en plusieurs fiefs de seigneurs de guerre et de gouvernements rivaux. Ils ont été nominalement réunifiés en 1928 le généralissime Chiang Kai-shek, qui après l'Expédition du Nord, a gouverné le pays avec l'appui d'un parti unique, le Kuomintang. Le gouvernement a été reconnu internationalement comme le représentant légitime de Chine.
De facto, cependant, une partie du territoire chinois a continué à échapper au gouvernement du Kuomintang pendant toute la guerre civile qui, à partir de 1927, a opposé les nationalistes au Parti communiste chinois. Les territoires sous contrôle communiste ont été officiellement fédérés de 1931 à 1937 au sein de la République soviétique chinoise. Les communistes ont ensuite dissout leur République et reconnu officiellement le gouvernement nationaliste pendant la guerre contre les Japonais, tout en conservant de facto le contrôle de leurs territoires.

## Histoire
La république de Chine avait été formellement établie le 1er janvier 1912 en Chine continentale après la Révolution Xinhai, qui a commencé avec le soulèvement du Wuchang le 10 octobre 1911, remplaçant la dynastie Qing et finissant près de 2000 ans de règne impérial. Cependant, le pouvoir central s'affaiblissait avec les seigneurs de guerre (1915-28), l'invasion Japonaise (1937-45), et la guerre civile chinoise (1927-49), mais le pouvoir était le plus fort durant la décennie de Nanjing (1927–37), lorsque la Chine était unie sous le contrôle du Kuomintang (KMT) dans un état autoritaire à un seul parti politique. À la fin de la Seconde Guerre mondiale, l'empire du Japon abdique Taïwan au gouvernement nationaliste et les groupes d'îles aux Alliés, et Taïwan est devenu une province chinoise. La légitimité de ce transfert est toujours mis en doute, car elle est un argument au statut politique actuel de Taïwan.
Après la Seconde Guerre mondiale, la guerre civile chinoise a repris, entre le Parti communiste chinois et le Kuomintang, même si les États-Unis essayèrent de faire la médiation. Le gouvernement nationaliste a commencé à écrire la constitution de la république de Chine avec une Assemblée nationale, mais les communistes la boycottèrent, et le gouvernement nationaliste s'exila à Taïwan et est devenu le gouvernement de la république de Chine, en 1949-50.

## Militaire
L'Armée nationaliste révolutionnaire (chinois traditionnel: 國民革命軍; chinois simplifié: 国民革命军; pinyin: Guómín Gémìng Jūn) est l'armée du gouvernement nationaliste. Elle était la branche militaire du Kuomintang de 1927 à 1949. D'abord organisée par les Soviétiques dans le but de renverser les seigneurs de guerre chinois, puis dans la seconde guerre sino-japonaise. Cependant, une partie de l'armée était encore possédée par les seigneurs de guerre, ce qui causa que le Kuomintang dut rembourser les seigneurs de guerre et cela causa la chute économique du pays. Durant la Seconde guerre sino-japonaise, les forces armées communistes se rejoignirent à l'armée mais se séparèrent ensuite. En 1947, l'armée a été renommée 中華民國國軍, l'Armée de la république de Chine.